# Малик, Шарль
Шарль Хабиб Малик (араб. شارل حبيب مالك‎; 1906, Биттирам — 1987, Бейрут) — ливанский христианский философ, политик и дипломат, представитель Ливана в ООН, один из авторов Всеобщей декларации прав человека. В 1956—1958 годах — министр образования и министр иностранных дел Ливана. Проводил политику национал-либерализма и антикоммунизма. Автор ряда сочинений философского, теологического и политического характера. Ведущий идеолог правохристианских сил, один из основателей Ливанского фронта во время гражданской войны.

## Философское образование
Родился в селении Битиррам (район Кура) в семье антиохийских православных. Шарль Малик был внучатым племянником известного арабского писателя Фараха Антуна. Учился в американской миссионерской школе. Окончил Американский университет Бейрута, получил степень бакалавра по математике и физике. Преподавал эти дисциплины в своём университете.
В 1929—1932 годах Шарль Малик занимался медициной и изучал философию в Египте, США, Германии. Стажировался в Гарвардском и Фрайбургском университетах. Научными руководителями Шарля Малика были Альфред Норт Уайтхед и Мартин Хайдеггер.
Шарль Малик был противником нацизма и после прихода к власти НСДАП покинул Германию и вновь перебрался в США. В 1937 году получил степень доктора философии. Преподавал философию в Гарварде и других американских университетах. Незадолго до окончания Второй мировой войны вернулся в Ливан, руководил философским факультетом в Американском университете Бейрута.

## Представитель в ООН, соавтор Всеобщей декларации прав человека
В 1945 году Шарль Малик представлял Ливан на Сан-Францисской конференции, учредившей Организацию Объединённых Наций. Председательствовал в Комиссии по правам человека ООН и Экономическом и социальном совете. Был докладчиком Комиссии по правам человека в 1947 и 1948 годах. Затем Сменил Э. Рузвельт на посту председателя Комиссии по правам человека.
Шарль Малик являлся единственным арабом из восьми людей, участвовавших в составлении Всеобщей декларации прав человека. Тесно сотрудничал при этом с Элеонорой Рузвельт и Рене Кассеном. Его роль в составлении этого небывалого дотоле в истории документа признана преобладающей, Малика называют «движущей силой» текста декларации. 
Он не соглашался с заместителем председателя Чжаном Пэнчунем по поводу интеллектуальных основ декларации, но позже уступил точке зрения того о свободе вероисповедания и выделил его в своей заключительной и благодарственной речи. В дискуссиях с представителями СССР отстаивал либеральное понимание гражданских прав и свобод. По иронии судьбы, советский постоянный представитель СССР при ООН Яков Малик носил такую же фамилию.
Малик был ливанским послом в США, Венесуэле, на Кубе. Оставался послом в США и ООН до 1955 года. Участвовал в Бандунгской конференции. Возглавлял делегацию Ливана в ООН. Председательствовал на 13-й сессии Генеральной Ассамблеи.

## Политическая деятельность в Ливане

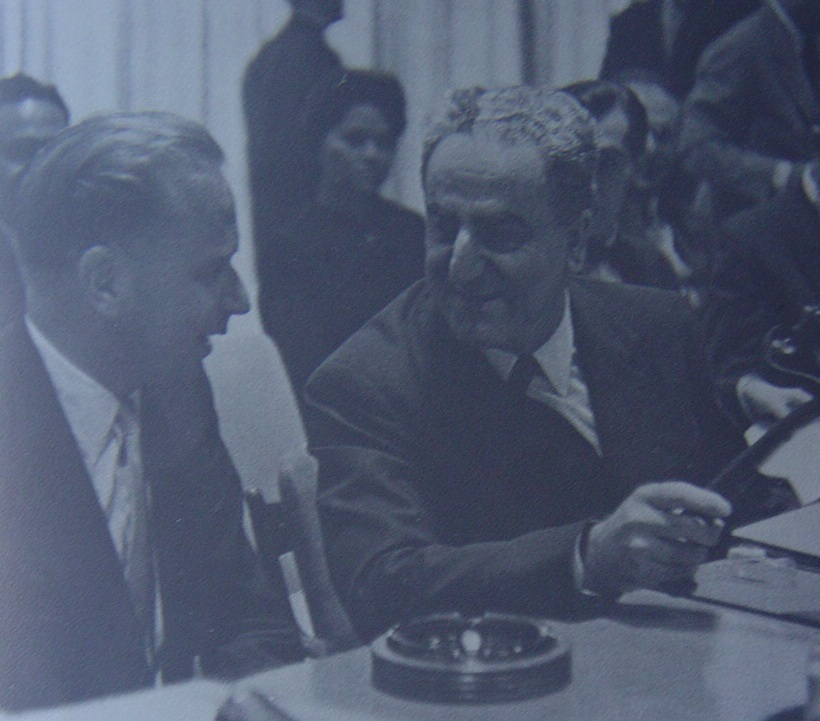
Шарль Малик (справа) с генеральным секретарём ООН Дагом Хаммаршёльдом

### Антикоммунистический курс
Как дипломат и государственный деятель Шарль Малик выступал с прозападных антикоммунистических и антисоветских позиций. Так, в середине 1950-х Малик призывал США оказать поддержку Сирийской социальной националистической партии, которая являлась тогда жёстко антикоммунистической организацией и рассматривалась как сила, противостоящая советскому влиянию. Критиковал Францию, Великобританию и США за недооценку их правительствами коммунистической опасности в Арабском мире.
В 1955 году Шарль Малик занял пост министра образования, в 1956 году — министра иностранных дел Ливана. Возглавлял МИД во время Ливанского кризиса 1958 года. Решительно поддерживал правого президента Камиля Шамуна против насеристского мятежа. Сыграл важную роль в призыве американских войск в Ливан.
С конца 1950-х вернулся в Американский университет Бейрута. Занимался преподаванием, философскими, теологическими, историко-политическими исследованиями. Часто выезжал с лекциями за границу, подолгу преподавал в США.

### Концепция национализма
Шарль Малик был убеждённым ливанским националистом, но его национализм отличался выраженными особенностями. В отличие от финикистов, Малик признавал ливанцев арабской нацией, писал о «мистическом единстве арабов», осуждал «расовое высокомерие Европы» и «эгоизм Запада». В то же время, он отвергал «крайние формы арабского политического единства», проповедуемые социалистической партией Баас в Сирии и Ираке.

Несмотря на утверждения о его «вестернизированности», Малик не был обычным западным либералом. Он видел себя в качестве фундаментального религиозного мыслителя. Его политическим проектом была не только гарантия прав индивидуума, но и равноправное положение арабских стран в мировой политике, независимость колониальных народов, защита малых государств от великих держав.

Платформой ливанского национализма Шарль Малик считал единство арабов-христиан и неукоснительное выполнение в стране Всеобщей декларации прав человека, обеспечение религиозного и политического плюрализма, гарантию личных свобод при учёте общественных интересов эпохи «восстания масс». В своих сочинениях он ссылался на предвидения Ницше, Достоевского, Ортеги-и-Гассета.
В религиозно-конфессиональных вопросах Шарль Малик был сторонником единства ливанских христиан — католиков-маронитов, православных, протестантов-евангелистов. Написал ряд сочинений о Библии и патристике. Состоял в американском христианско-политической объединении Семья. Был членом масонской ложи «Великий Восток».

## Правохристианский идеолог
В 1975 году в Ливане началась гражданская война. Шарль Малик выступил как ведущий идеолог и политический стратег правохристианских сил. Он был одним из учредителей коалиции Ливанский фронт и автором первоначального названия: Ливанский фронт за свободу и человека.
Шарль Малик рассматривался как «мозг» правохристианского лагеря, тогда как Пьер Жмайель, Камиль Шамун, Башир Жмайель, Дани Шамун, Этьен Сакер являлись его «мускулами». При этом из всех руководителей Ливанского фронта Шарль Малик был единственным православным; все остальные являлись маронитами.

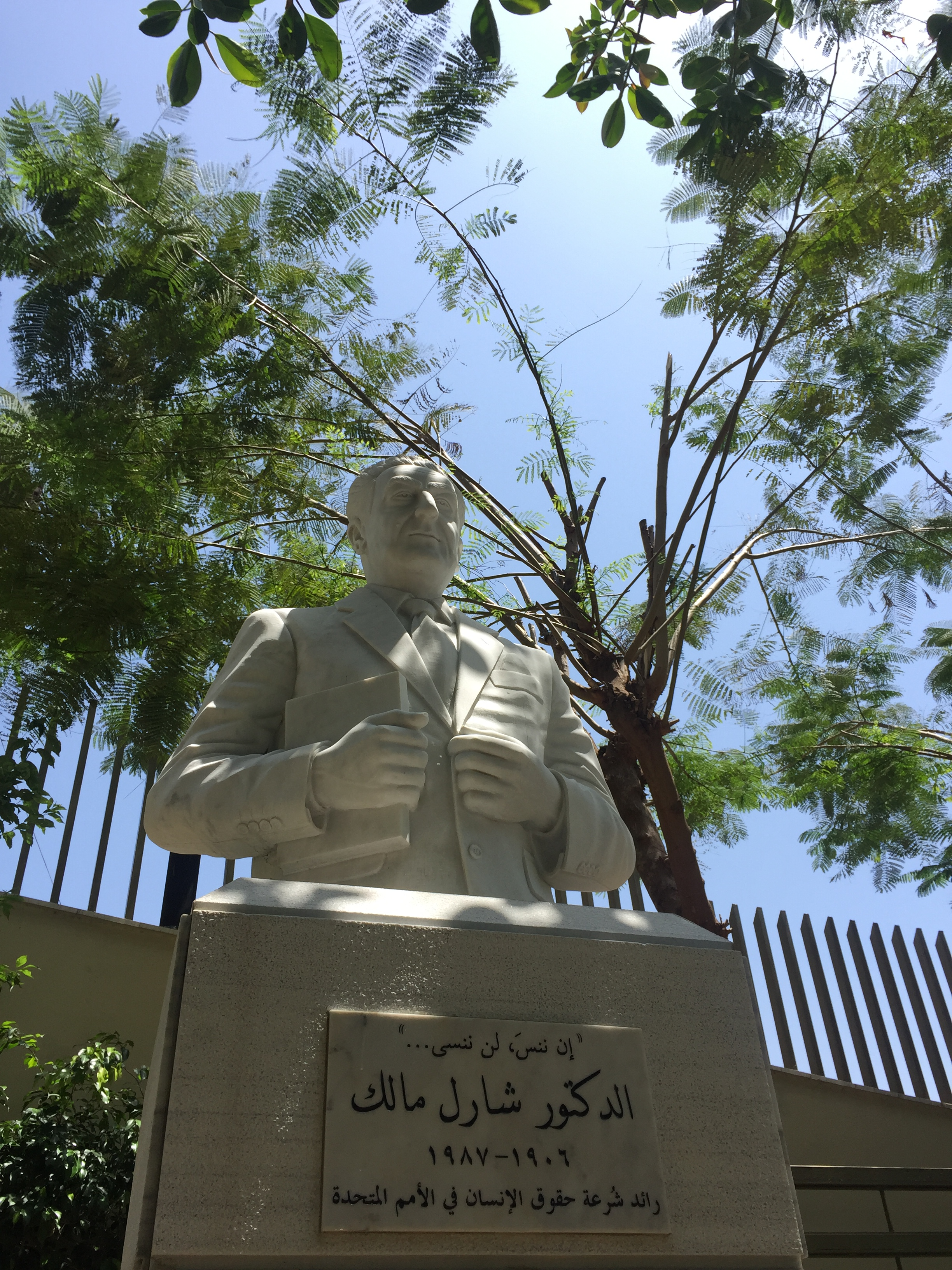
Статуя Шарля Малика в кампусе Американского университета науки и технологий в Бейруте

Философские и политические воззрения Шарля Малика в значительной степени составили идеологическую базу правохристианских сил. В этом смысле Малик сыграл видную роль в ливанской гражданской войне.

## Наследие
Скончался Шарль Малик 28 декабря 1987 года, в возрасте 81 года.
Шарль Малик является одним из главных мировоззренческих авторитетов христианской общины Ливана. Он признан видным христианским философом, крупным государственным деятелем и дипломатом. В мире известна его роль в составлении Всеобщей декларации прав человека.
Принципы Шарля Малика заложены в идеологическую основу движения Фронт свободы, основанного фалангистским политиком и полевым командиром Ливанских сил Фуадом Абу Надером.

## Семья
В 1941 году, находясь в США, Шарль Малик женился на уроженке Судана Еве Хабиб Бадр (скончалась через год после мужа).
Хабиб Малик, сын Шарля Малика — учёный-историк и правозащитник, преподаватель Гарварда, основатель Ливанского фонда прав человека имени Шарля Малика.
Рамзи Малик, брат Шарля Малика, был католическим священником и общественным деятелем, известным сторонником арабо-израильского примирения и сотрудничества.